# Abasanistus paulseni
Abasanistus paulseni är en tvåvingeart som först beskrevs av Philippi 1865.  Abasanistus paulseni ingår i släktet Abasanistus och familjen vapenflugor. Inga underarter finns listade i Catalogue of Life.